# العنصرية في السويد

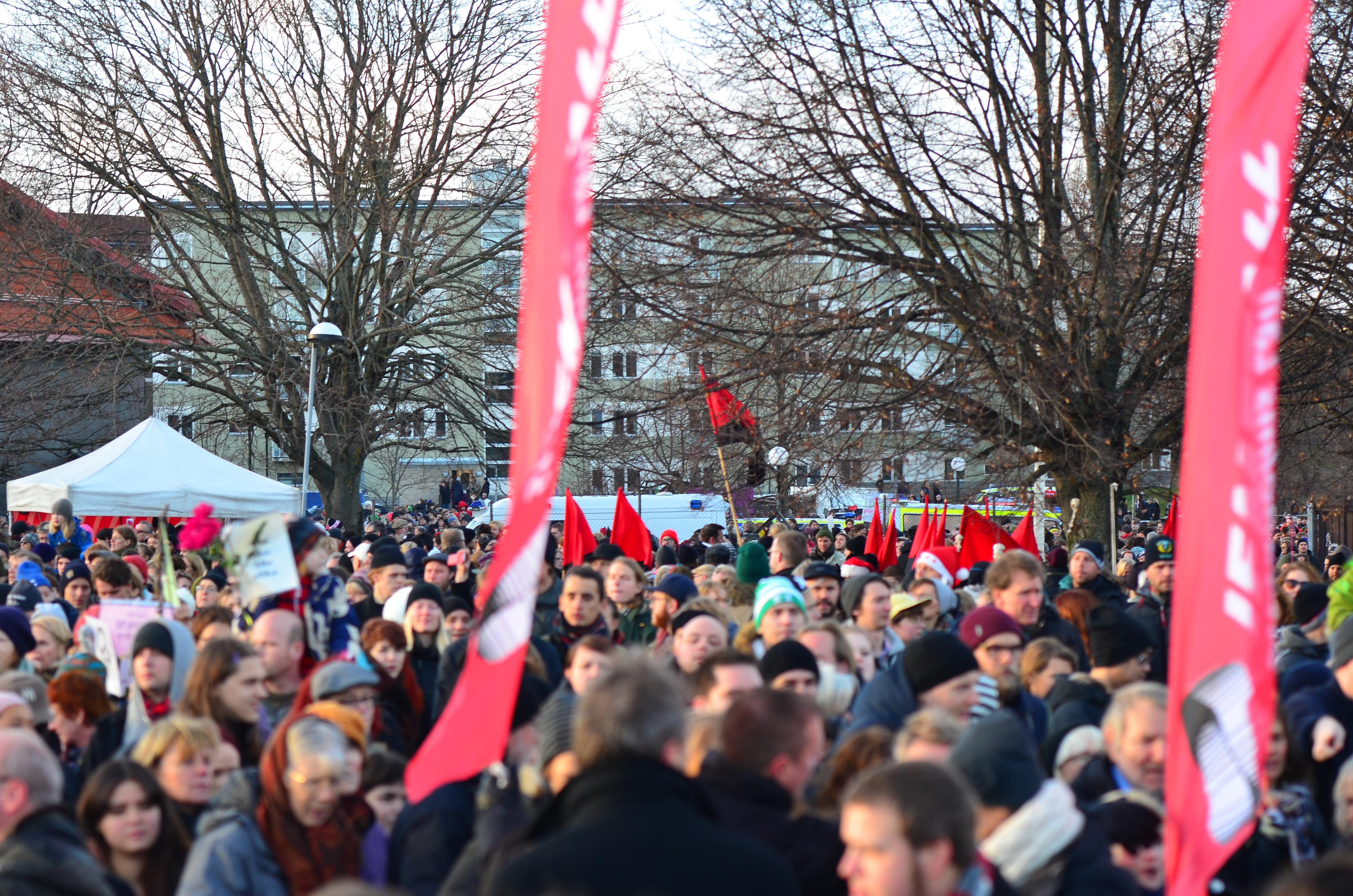
مظاهرة مناهضة للعنصرية في ستوكهولم عام 2013

العنصرية وكراهية أو رهاب الأجانب تم الإبلاغ عنهما ودراستهما في السويد. وفقا للشبكة الأوروبية لمكافحة العنصرية، لكل من لون البشرة، الخلفية العرقية/الدينية تأثير كبير على الفرص في سوق العمل، وبشكل رئيسي في حالة كل من: الغجر، والسود، والمسلمين واليهود.

## الإسلاموفوبيا
يذكر تقرير «العنصرية وكره الأجانب في السويد» من قبل مجلس التكامل أن المسلمين يتعرضون لأكبر تحرش على أساس ديني في السويد. تقريبا 40% من الذين أجريت معهم مقابلات ذكروا إنهم شاهدوا إساءة لفظية موجهة إلى مسلمين. تاريخيا، كانت المواقف تجاه المسلمين في السويد مرتبطة مع كون العلاقات سلبية إلى حد كبير في أوائل القرن السادس عشر، وتحسنها في القرن القرن الثامن عشر، وعودتها إلى الانخفاض مرة أخرى مع صعود الحركات القومية السويدية خلال مطلع القرن العشرين. وفقا لمؤرخ الدين السويدي جوناس أوتربيك، فإن المواقف تجاه الإسلام والمسلمين اليوم قد تحسنت ولكن «مستوى التحامل أو الحكم المسبق كان ولا يزال مرتفعا.» الإسلاموفوبيا يمكن أن تكون من خلال التمييز في سوق العمل، التغطية المتحاملة في وسائل الإعلام، والعنف ضد المسلمين.

## النازية الجديدة
يوجد في السويد عدد من المنظمات النازية الجديدة والمؤمنة بسيادة البيض ومنها:
- فيلق فاسا (بالسويدية: Legion Wasa) هي منظمة شبه عسكرية نازية جديدة[9][10] تأسست عام 1999.[11] يُقدر عدد أعضائها بما يتراوح من 25 إلى 30 عضو،[11] يؤمنون بأنهم يستعدون لحرب عرقية،[10] كانت المنظمة في السابق قد أجرت تدريبات ميدانية في غابات فستريوتلاند[9][10] ألقت السلطات السويد القبض على أربعة من أعضاء المنظمة عام 2004 بتهمة التخطيط لعمليات قتل جماعية تستهدف خصومهم السياسيين، وتشكيل خلية إرهابية استهلموا فكرتها من رواية فاشية معادية للسامية.[10]
- حركة المقاومة النوردية (بالسويدية: Nordiska motståndsrörelsen) هي حركة وحزب سياسي نازي جديد نوردوي.[12] صنفتها كلية الدفاع الوطني السويدية كمنظمة إرهابية بسبب نشاطاتهم الشبه عسكرية وهدفهم في إنهاء النظام الديمقراطي.[13] تدعو المنظمة إلى انسحاب الدول النوردية من الاتحاد الأوروبي وانتهاج سياسة الاكتفاء الذاتي والإيقاف الفوري للهجرة الجماعية إلى الدول الإسكندنافية وترحيل جميع الأشخاص من ذوي الأصول غير الأوروبية الشمالية أو من أصول قربية.[14] وتسعى الحركة إلى إقامة حكومة نازية جديدة نوردية موحدة عبر إشعال ثورة أو الفوز بالانختابات،[15] وتقول المنظمة أن هذا سيتطلب إراقة الدماء.[16]

ومن المنظمات النازية الجديدة التي كانت نشطة سابقاً في البلاد:
- الجبهة الاشتراكية الوطنية (1994-2008)
- المقاومة الآرية البيضاء (1991-1993)

## معاداة السامية
لدى السويد أعلى معدل من الحوادث المعادية للسامية في أوروبا بعد كل من ألمانيا والنمسا، على الرغم من أن هولندا قد سجلت معدل أعلى في معاداة السامية خلال بعض السنوات. وجدت دراسة مفوضة حكومياً تعود لعام 2006 أن نسبة 15% من الشعب السويدي يوافقون على عبارة «لليهود اليوم الكثير من التأثير في العالم». وجد استطلاع للرأي شمل عدة بلدان أجرته اللجنة اليهودية الأمريكية خلال الفترة من شهر مارس حتى أبريل من عام 2005 تحت عنوان «التفكير حيال الهولوكوست بعد مضي 60 عاماً» أن وجهة النظر التي تتصور أن اليهود يمارسون «تأثيراً كبيراً» على الأحداث العالمية هي في الحقيقة أكثر انتشاراً في كل من بولندا والنمسا وألمانيا أكثر من انتشارها في السويد، وهذا ما يشير إلى أن نسبة انتشار وجهة النظر هذه بين الشعب السويدي هي مشابهة إلى حد ما مع نسبتها انتشارها في بريطانيا والولايات المتحدة. كما أشارت ذات الدراسة إلى أن نسبة السويديين الذين يؤيدون الرأي القائل بأن اليهود «يستغلون» الهولوكوست لتحقيق غاياتهم الخاصة، هي أعلى من نسبتها في بريطانيا والولايات المتحدة، وينتشر هذا الرأي في السويد بنفس النسبة تقريباً التي ينتشر بها في النمسا وفرنسا. وبلغت نسبة من حملوا آراء منهجية معادية لليهود بين مجموع السكان البالغين 5% من الشعب السويدي، ونسبة 39% من المسلمين البالغين كانوا يحملون هذا النوع من الآراء تجاه اليهود. وصف رئيس الوزراء السويدي السابق جوران بيرسون نتائج هذه الدراسة بـ«المفاجئة والمرعبة». ولكن رد حاخام الأقلية اليهودية الأرثوذكسية في مدينة ستوكهولم مائير هوردين حول الدراسة قائلاً: «إنه لأمر غير صحيح بأن السويديون معادون للسامية. بعضهم معادي لإسرائيل لأنهم يدعمون الطرف الضعيف، والذي يعتبرون أنه الفلسطينيون.»
سجلت الهجمات المعادية لليهود رقماً قياسياً في مدينة مالمو عام 2012 حيث بلغ عددها 60 هجمة وهو رقم مرتفع بالمقارنة مع متوسط 22 هجمة في السنتين السابقتين لذلك. وسُجلت 35 حالة في النصف الأول من عام 2013 وهو رقم قياسي مقارنة مع الأعوام السابقة. يقول اليهود أن مجموعة من المهاجرين المسلمين الذين تحولوا للفكر المتطرف مسؤولون عن أغلب الهجمات التي استهدفت اليهود في المدينة.

## معاداة الأرمن
أثار رئيس نقابة العمال الأتراك في السويد بارباروس ليلاني في شهر أبريل من عام 2016 الجدل بعدما أطلق تصريحات عنصرية تجاه الشعب الأرمني واضفاً إياهم بـ«الكلاب» خلال كلمة ألقاها في العاصمة السويدية ستوكهولم وأضاف قائلاً: «أفيقوا أيها الأترك! يجب القضاء على الحثالة الأرمنية. موتوا أيها الحثالة الأرمنية. موتوا موتوا»(خطاب ليلاني (بالتركية)). ورفعت منظمة «يوريديكفرونتن» (Juridikfronten) الحقوقية السويدية تقريراً للجهات المختصة بتهمة «إثارة الكراهية العرقية». واستقال ليلاني على أثرها من منصبه.

## وصلات خارجية
- الشبكة الأوروبية لمكافحة العنصرية
- "Swedish culture minister in 'racist cake' row", Al Jazeera, April 18, 2012
- "Swedish minister in 'racist cake' controversy", BBC News, April 18, 2012
- Swedish whiteness and Swedish racism Presentation by Tobias Hübinette at the No Border Camp 2012, Stockholm, June 21, 2012